# Pau Gasol i Sáez
Pau Gasol i Sáez (Barcelona, 6 de juliol de 1980) és un exjugador de bàsquet professional català. Va néixer a Barcelona —tot i que als sis anys es traslladà a Sant Boi de Llobregat— en una família relacionada amb la medicina i el bàsquet.
Va ser el segon jugador espanyol (després de Fernando Martín) i el primer jugador català de la història fitxat per un equip de l'NBA (els Memphis Grizzlies, 2001), i considerat un dels jugadors més destacats de la història de la selecció espanyola de bàsquet. Fou el primer jugador català en ser elegit per a jugar un All-Star Game de l'NBA (Houston 2006), en classificar-se per als playoffs (amb els Memphis Grizzlies la temporada 2003-04), i en aconseguir el l'anell de campió de l'NBA (en dues ocasions amb els Los Angeles Lakers les temporades 2008-09 i 2009-10). També fou el primer jugador no estatunidenc en ser nomenat Rookie de l'any de l'NBA (el 2002). Fou nomenat Esportista català de l'any en dues ocasions, el 2001 i el 2006.
Triat diversos cops com a integrant de l'Equip All-NBA, és un dels quatre únics jugadors de la història de l'NBA que té almenys 20.000 punts, 11.000 rebots, 3.500 assistències i 1.900 taps acumulats durant la temporada regular, conjuntament amb Kareem Abdul-Jabbar, Tim Duncan i Kevin Garnett. També ha estat dos cops guardonat amb el premi Mr. Europa, els anys 2004 i 2009.

## Biografia
Va néixer a l'Hospital de la Santa Creu i Sant Pau, a Barcelona. Als sis anys es va traslladar a Sant Boi de Llobregat. Son pare, Agustí Gasol, és infermer i sa mare, Marisa Sáez, internista. Pau Gasol va estudiar medicina durant uns mesos, però ho va deixar perquè no ho podia compaginar amb el bàsquet. És el gran de tres germans, dels quals, en Marc és també professional del bàsquet. Amb 2,15 metres d'alçada, és un aler-pivot dretà molt àgil i ràpid, capaç de jugar tan a prop de la cistella com lluny, especialista a penetrar a cistella i amb un bon tir exterior.
La temporada 1997-98 va ingressar al Futbol Club Barcelona, i va debutar a la lliga ACB el 17 de gener de 1999. Amb el club barceloní va guanyar dues Lligues ACB i una Copa del Rei. Amb només vint anys es va convertir en un jugador tan determinant en la lliga espanyola, que immediatament va entrar al draft de l'NBA. Triat en el tercer lloc del draft de l'NBA de l'any 2001 pels Atlanta Hawks, aquests van cedir els seus drets i va ser contractat finalment pels Memphis Grizzlies. Va debutar la temporada 2001-02, en un partit contra els Detroit Pistons, i va acabar guanyant el premi de Rookie de l'Any de l'NBA aquella mateixa temporada. A més, va ser triat per votació dels aficionats com a jugador de l'any de l'NBA el 2004. Líder indiscutible del seu equip, va aconseguir classificar-lo pels play-off tres cops consecutius (2004 a 2006) per primer cop en la història del club.
Ha jugat partits amistosos amb la selecció catalana, i ha passat per les diverses seleccions espanyoles. Amb la selecció júnior es va proclamar campió d'Europa (1998) i del Món (1999), derrotant a la final la selecció dels Estats Units. El 15 d'agost del 2001 va debutar amb l'absoluta, amb la qual ha aconseguit tres medalles en campionats d'Europa (plata a Espanya 2007, plata a Suècia 2003 i bronze a Turquia 2001) i una medalla d'or al Campionat del Món del Japó 2006. Ha rebut nombrosos premis i mencions per la seva trajectòria esportiva, però cal destacar-ne un de no esportiu: fou triat Català de l'Any 2001 pel diari El Periódico de Catalunya, guardó atorgat per votació popular. El 2006 fou guardonat amb el premi Marca Leyenda.
L'1 de febrer de 2008 Memphis traspassà el jugador als Los Angeles Lakers a canvi de Kwame Brown, Javaris Crittenton, dues rondes dels Draft del 2008 i 2010 i els drets sobre son germà Marc. El juny de 2015 fou guardonat amb el Premi Príncep d'Astúries dels Esports, juntament amb son germà Marc. El setembre de 2017 esdevingué el màxim golejador de la història dels Eurobasket, en trencar la marca de 1.104 punts fins llavors en possessió del francès Tony Parker.
El 6 de juliol del 2019, va contraure matrimoni amb la nord-americana Catherine McDonnel, una jove comunicadora coneguda per aparèixer com a reportera en diversos canals televisius del país.
El 23 de febrer de 2021 es va anunciar el seu retorn a la secció de bàsquet del Futbol Club Barcelona.
És president i fundador de la Gasol Foundation, amb seu a Sant Boi de Llobregat.

## Trajectòria esportiva
- Escola Esportiva Llor Sant Boi (categories inferiors)
- CB Cornellà (categories inferiors)
- FC Barcelona: 1999-2001
- Memphis Grizzlies: 2001-2008
- Los Angeles Lakers: 2008-2014
- Chicago Bulls: 2014-2016
- San Antonio Spurs: 2016-2019
- Milwaukee Bucks: 2019
- Portland Trail Blazers: 2019 (no va arribar a debutar)
- FC Barcelona: 2021-2021

### Europa
Va començar a jugar al bàsquet en les categories escolars de la seva escola, el Col·legi Llor de Sant Boi. D'allà va fitxar pel CB Cornellà, que en aquella època feia les funcions de planter del FC Barcelona, on ja li va començar a resultar més difícil compaginar estudis i esport d'elit. A Cornellà i amb 1,85 d'açada, jugava de base, la qual cosa explica el magnífic control de la pilota que posseeix el santboià. La temporada 1997-98, amb disset anys, Gasol va ingressar al FC Barcelona, equip amb el qual es va proclamar Campió d'Espanya Júnior. Des de llavors, Pau començava a fer part de les convocacions amb la selecció espanyola en categories inferiors.
El 1998, la selecció espanyola aconsegueix el campionat d'Europa Juvenil i el trofeu Albert Schweitzer. En aqueixos campionats, Pau va cridar l'atenció de diverses universitats americanes, que li van oferir beques per tal que estudiés i jugués al bàsquet als Estats Units. El més curiós de tot és que Pau no comptava amb massa minuts, però la seva alçada, envergadura i coordinació va ser el que va cridar l'atenció dels observadors. Tanmateix, i malgrat que la idea seduïa el català, Pau va desestimar la idea i va voler provar de triomfar a Espanya. Un home important en aqueixa decisió va ser Joan Montes, que li va assegurar la seva ajuda per créixer a tots els nivells en el club. El temps donaria la raó a Gasol, que va debutar a la Lliga ACB el 17 de gener de 1999 davant el Càceres CB. Va jugar tres partits més amb el primer equip i la resta el va passar amb l'equip de Lliga EBA.

#### FC Barcelona (1999-2001)
La temporada 1999-00 va pujar definitivament a l'equip de Lliga ACB però sense gaudir d'excessiu protagonisme, al contrari que durant la temporada 2000-01, on va explotar definitivament. Pau va haver de suplir el lesionat Rony Seikaly, fitxatge estrella del Barça. La seva irrupció total té dos punts claus: els playoffs de la Lliga ACB i la Copa del Rei de Màlaga. En ambdós campionats va aconseguir el títol (era la seva 2a ACB) i l'MVP. Tanmateix, l'equip no va poder lluitar per l'Eurolliga després de caure davant de la Benetton Treviso, contra el qual Gasol no va poder jugar per una inoportuna apendicitis. Faria 11,3 punts i 5,2 rebots en 23,8 minuts de mitjana en lliga regular. Amb l'interès de diverses franquícies NBA després d'ell, era el moment de provar sort a l'NBA en el millor moment possible, després d'alçar-se amb el doblet i, posteriorment, aconseguir la medalla de bronze a l'estiu durant l'Eurobasket de Turquia.

### NBA

#### Memphis Grizzlies (2001-2008)

##### Temporada 2001-02

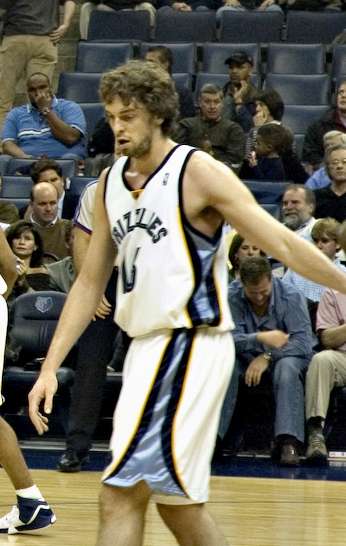
Vestint la samarreta dels Memphis Grizzlies

Els pronòstics del draft l'enquadraven entre les eleccions 10 i 15, per la qual cosa l'opció que més força tenia era la d'ésser un any més a Barcelona, atès que no sortir entre els deu primers no suposava un impediment econòmic en no poder rescindir el seu contracte. Tanmateix, va saltar la sorpresa, Pau va ser elegit per Atlanta Hawks al lloc tres del draft de 2001, convertint-se en el jugador no format als EUA elegit en el número més alt del draft en aquell moment (després el superaria Andrea Bargnani). Instants després a la seva elecció, Gasol va ser traspassat, juntament amb Lorenzen Wright i Brevin Knight, a Memphis Grizzlies a canvi dels drets del llavors jugador franquícia Shareef Abdur-Rahim. La seva presentació oficial va tenir lloc l'1 d'octubre de 2001 amb el 16 a l'esquena.
En la seva primera temporada tot va sortir rodó, ningú no hauria imaginat una irrupció així en un jugador europeu. Memphis va apostar fort per ell però fins i tot la pròpia franquícia es va sorprendre del creixement basquetbolístic tan ràpid que estava duent a terme el 16 dels Grizzlies. En la seva primera temporada en l'NBA, en la 2001-02, o anant més enllà, el primer mes de competició, Pau es convertiria en l'estendard dels Grizzlies. Debutaria davant de Detroit Pistons, aconseguint els seus primers dos punts després d'assistència de Jason Williams i una esmaixada posterior. Acabaria marcant quatre punts. Una lesió de Stromile Swift en el quart partit permet que Pau sigui titular davant de Phoenix Suns: aquella nit en Pau se'n va anar a vint-i-set punts i des de llavors no perdria la titularitat a l'equip.
Les seves mitjanes en la primera temporada es van saldar amb 17,6 punts, 8,9 rebots, 2,7 assistències i 2,06 taps en 82 partits, únic jugador de l'equip en disputar tots els partits de lliga. Números impressionants que li van valer per a aconseguir el premi de Rookie de l'Any per unanimitat, després d'alçar-se amb el premi de millor principiant en els mesos de novembre, gener i març. Òbviament, va ser també inclòs en el Millor Quintet de Rookies. Va liderar els principiants en punts, rebots, taps i percentatges de tir. Fou el màxim anotador de l'equip en trenta-set ocasions, i el màxim rebotejador en quaranta-tres, anotant en dobles dígits en setanta-dos dels vuitanta-dos partits, incloent-hi trenta partits amb més de vint punts i tres amb més de trenta. Va participar de l'espectacle de l'All Star jugant el Rookie Challenge, on va aportar a la victòria dels principiants deu punts i set rebots. Cal destacar el seu primer partit com a titular, on va fer vint-i-set punts a Phoenix Suns.
La seva millor actuació va arribar el 5 d'abril de 2002 amb trenta-dos punts (màxima anotació personal aquella temporada) i catorze rebots davant de Houston Rockets, contra qui va estar a punt de signar el seu primer triple-doble aqueix mes amb divuit punts, onze rebots i vuit assistències. El seu màxim rebotejador va estar en disset, davant d'Orlando Magic. Per a la història també va quedar una espectacular esmaixada davant del seu jugador favorit, Kevin Garnett, qui una jugada abans li havia reptat aplaudint-li a la cara després de superar-lo. Tota La Piràmide es va posar dempeus a aplaudir esbojarradament al català, malgrat que el partit estava sentenciat per als Wolves. El moment més emocionant va ser el partit que el va enfrontar a Michael Jordan.
L'equip va aconseguir un balanç de 23-59 en una temporada de mera transició. La desgràcia també es va encebar amb els Grizzlies, que van veure caure a dos jugadors en qui hi havia grans esperances dipositades: Bryant Reeves i Michael Dickerson. Víctimes de lesions eternes, van anunciar la seva retirada del bàsquet professional, deixant bastant coix l'equip de Tennessee.

##### Temporada 2002-03
En la 2002-03 va millorar lleugerament les seves prestacions individuals amb 19 punts, 8.8 rebots i 2.8 assistències, però curiosament va jugar gairebé un minut menys de mitjana, a causa de la política de rotacions que va seguir el nou entrenador Hubbie Brown després d'haver estat acomiadat Sidney Lowe amb l'equip 0-8.
Un any més, va ser l'únic Grizzlie en no perdre's ni un partit. Va acabar 9è en percentatge de tir en la lliga (51%), 10è en dobles-dobles (32), 12è en rebots (8,8), 14è en taps (1,8) i 30è en marcació (19 de mitjana). Va acreditar 22,8 punts, 10,8 rebots i 2,5 taps el mes de gener, igualant el seu rècord en punts en fins a 3 ocasions, davant New York Knicks, Philadelphia 76ers i Toronto Raptors. En rebots el va igualar en 4 ocasions, i en taps només una, igualant els seus 7. Va participar, novament, en l'All Star Weekend 2003, integrant l'equip dels sophomores (jugadors de 2n any) en el partit contra els rookies (debutants), millorant en aquesta ocasió amb 17 punts i 11 rebots. Possiblement seu millor partit d'aquell any va tenir lloc davant dels Boston Celtics un 3 de març de 2003 amb 23 punts i 17 rebots. L'equip va tornar a naufragar amb 28 victòries i 54 derrotes, però el rumb de la franquícia canviaria radicalment a partir del següent any.

##### Temporada 2003-04
En la 2003-04 l'equip tastaria per primera vegada en la seva història la mel dels playoffs, liderats per un 50-32 en lliga regular. Amb la política socialista de Brown com a principal atenuant, Pau va disminuir els seus minuts considerablement (de 36 va passar a jugar 31,5) i per tant, les seves mitjanes, 17,7 punts, 7,7 rebots i 2,5 assistències. El sistema de Brown no convencia però donava resultats col·lectius. En playoffs van caure per 4-0 davant de San Antonio Spurs en 1a ronda, amb uns números de Pau insuficients, 18,5 punts, 5 rebots i 2,5 assistències. Va liderar l'equip en anotació, rebots i taps. Es va perdre el seu primer partit en l'NBA el 5 d'abril de 2004 per una lesió al peu, posant fi a la ratxa de 240 partits consecutius en pista, 6a millor ratxa de la lliga. Va superar el seu record en anotació, rebots i taps. En punts davant dels Cleveland Cavaliers amb 37, el 29 de novembre de 2003, en rebots amb 18 davant dels Los Angeles Clippers i va igualar un rècord de la franquícia amb 8 taps, aconseguits davant dels Phoenix Suns, a més del fet que va anotar aquella nit 17 punts, va capturar 10 rebots i va repartir 5 assistències. Va aconseguir assolir els 3.000 punts el 31 d'octubre de 2003 davant dels Boston Celtics, i els 1.500 rebots el 12 de novembre de 2003 davant els Orlando Magic.

##### Temporada 2004-05
La temporada va començar amb la renovació de Gasol, Memphis va reconèixer la seva tasca i va ampliar el contracte fins a 2011. Gasol acabava la seva relació amb els Grizzlies el 2005 i per la pròxima temporada havia de percebre 4,1 milions de dòlars, però es va firmar una ampliació per la qual passaria a cobrar uns 70 milions de dòlars durant els pròxims set anys.
Per segon any consecutiu, l'equip assolia els playoffs després d'un balanç de 45-37, en una temporada per la qual van passar fins a tres entrenadors per la banqueta dels Grizzlies. Brown es va haver de retirar amb 5-7 per problemes de salut, sent substituït per Lionel Hollins, un interí de la franquícia que hi va haver al càrrec de l'equip fins que es va fitxar Mike Fratello, amb qui l'equip es va disparar amb 40 triomfs i 26 derrotes. El nou tècnic de la franquícia era un entrenador l'èxit del qual basava en la defensa, les possessions llargues i el bàsquet-control, aspectes que, indubtablement no afavorien al lluïment personal de Gasol. En 32 minuts de mitjana|mitja va estar en 17,8 punts, 7,3 rebots i 2,4 assistències, millorant les seves prestacions en posttemporada amb 21,3 punts, 7,5 rebots i 2,5 assistències en 33,3 minuts, encara que aconseguint el mateix resultat, 4-0, aquesta vegada davant Phoenix Suns.
Va ser elegit Jugador de la Setmana en la Conferència Oest del 27 de desembre al 2 de gener, després de firmar 23,6 punts, 7,7 rebots, 3,3 assistències i 1,3 taps. Va jugar el seu millor partit de la temporada davant els Sixers amb 34 punts, 15 rebots, 2 assistències, 3 taps i 1 recuperació. Aquella temporada, Gasol tindria la seva primera lesió seriosa en l'NBA, una fasciïtis plantar que el va oblitar a perdre's 23 partits. Això va ser el 25 de gener de 2005, a la fi de novembre, una torçada de turmell el faria perdre tres partits. El 12 de novembre davant de Golden State Warriors igualaria un record de la franquícia de cinc taps en una primera part. L'11 de gener davant d'Indiana Pacers va anotar 31 punts i 4 taps assolint la xifra de 5.000 punts i 500 taps en la seva carrera.

##### Temporada 2005-06
La temporada 2005-06 la fita més important va ser sens dubte la participació de Gasol en l'All-Star Game de l'NBA, sent el primer espanyol i el primer jugador dels Grizzlies en aconseguir-ho, i aconseguint ser el màxim rebotejador del partit amb 12 rebots.
Va assolir per tercera vegada consecutiva els playoffs, però l'equip seguia marxant de buit, aquesta vegada van caure a les mans de Dallas Mavericks, per 3a vegada seguida, 4-0. En 39,5 minuts Pau va assolir 20,3 punts, 6,8 rebots i 3 assistències.
En temporada regular per fi va assolir la barrera dels 20 punts, amb 20,4, a més de 8,9 rebots i 4,6 assistències en 39,2 minuts, una quantitat que s'ajustava més al que el seu protagonisme en l'equip reclamava. Va liderar l'equip en punts en 40 ocasions, 44 en rebots, 39 en assistències i 49 en taps. Va acabar el 19è en la lliga en punts, 17è en rebots, 13è en taps i 11è en minuts. Va superar el seu record personal de punts davant Seattle Supersonics el 28 de març de 2006 amb 44, i va firmar el seu primer triple doble també davant els Sonics amb 21 punts, 12 rebots i 12 assistències. Va ser nomenat Jugador de la Setmana en la Conferència Oest en dues ocasions. A més, es va convertir en el màxim rebotejador en la història de la franquícia superant els 3.072 que lideraven l'esmentat apartat. Un dels seus partits més recordats aquella temporada és el que el va enfrontar a Dirk Nowitzki, guanyant-li la partida amb 36 punts, 15 rebots i 5 assistències. Va anotar bàsquets guanyadors sobre la botzina davant Golden State Warriors i Atlanta Hawks.

##### Temporada 2006-07
Pau va haver de perdre's l'inici de temporada (23 partits) a causa de la lesió que va sofrir en les semifinals del Mundial del Japó davant Argentina. Però va tornar amb les piles carregades, especialment en la faceta reboteadora, on va millorar substancialment les seves mitjanes. Va acabar la temporada amb 20,8 punts, 9,8 rebots, 3,4 assistències i 2,1 taps, la millor individualment però entelada per la descafeïnada actuació del conjunt, 22 victòries i 60 derrotes. L'equip va destituir Mike Fratello i amb Tony Barone l'equip va jugar més a l'atac, malgrat no obtenir resultats. Llevat del mes de desembre, on Pau va estar jugant com a presa de contacte (tot i així va acreditar més de 17 punts per partit), Gasol ha firmat estadístiques excepcionals en cada un dels mesos que ha jugat. El gener 21,9 punts, 10,7 rebots, 3,4 assistències i 2,7 taps; el febrer 21,8 punts, 11,8 rebots, 3,6 assistències i 2,4 taps; el març 21,7 punts, 10,2 rebots, 3,5 assistències i 2 taps; l'abril 20,4 punts, 11,1 rebots, 4,4 assistències i 2 taps. Va quallar el seu millor partit, amb rècord personal d'anotació de la temporada davant Los Angeles Lakers el 22 de març amb 35 punts i 15 rebots.
Qüestió a part mereix el partit més memorable d'una temporada en la qual va caldre rescatar poc. Va ser el partit que el va enfrontar a Toronto Raptors el 7 de març de 2007. Aquella nit, Gasol necessitava nou punts per superar la marca de 7.801 punts que ostentava Shareef Abdur-Rahim i convertir-se així, en el màxim anotador en la història dels Grizzlies. Era qüestió de temps, va acabar el partit amb 16 punts i els jugadors espanyols José Manuel Calderón i Jorge Garbajosa van ser testimonis d'aquell històric moment.
Durant aquesta temporada el seu nom va sortir a la palestra en un hipotètic traspàs. Gasol volia sortir d'un equip ancorat i sense aspiracions a poder optar a l'anell, i al mercat existien molts equips que sospiraven pel català però les exigents pretensions de Jerry West van dificultar l'acord. L'equip que més va insistir va ser Chicago Bulls, però West insistia en Ben Gordon i Luol Deng com a peces clau en l'operació. Boston Celtics i New Jersey Nets, entre d'altres, van ser algunes de les franquícies de les quals es va parlar.

##### Temporada 2007-08
Una temporada en què l'arribada d'un nou entrenador als Grizzlies, Marc Iavaroni que era un dels assistents de Mike D'Antoni als Suns, va propiciar un canvi radical en la forma d'entendre el joc, amb la recerca d'un joc més ràpid i més agressiu que el fes més atractiu de cara l'espectador, i en els rols de joc, que proporcionaven major protagonisme a Rudy Gay en detriment d'un Pau Gasol que cada vegada perdia més pes en el joc. Els canvis, emperò, no milloraren la situació, ja que l'equip no aconseguí retornar en els números de victòries que l'havien dut durant tres temporades consecutives als play-off. Pel que fa a Gasol, continuar a l'equip de Tennessee suposava un retrocés en la seva carrera, ja que es trobava mancat d'objectius i motivacions. Només l'arribada de Navarro suposava una alenada d'aire fresc per ell. Però tot i així patí molts de problemes físics sobretot a l'esquena i també la falta de sintonia amb els seus companys, ja que el joc en equip brillava per la seva absència. Davant d'aquesta situació s'anava cuinant el rumor d'un traspàs pel català.

#### Los Angeles Lakers (2008-2014)

##### Temporada 2007-08

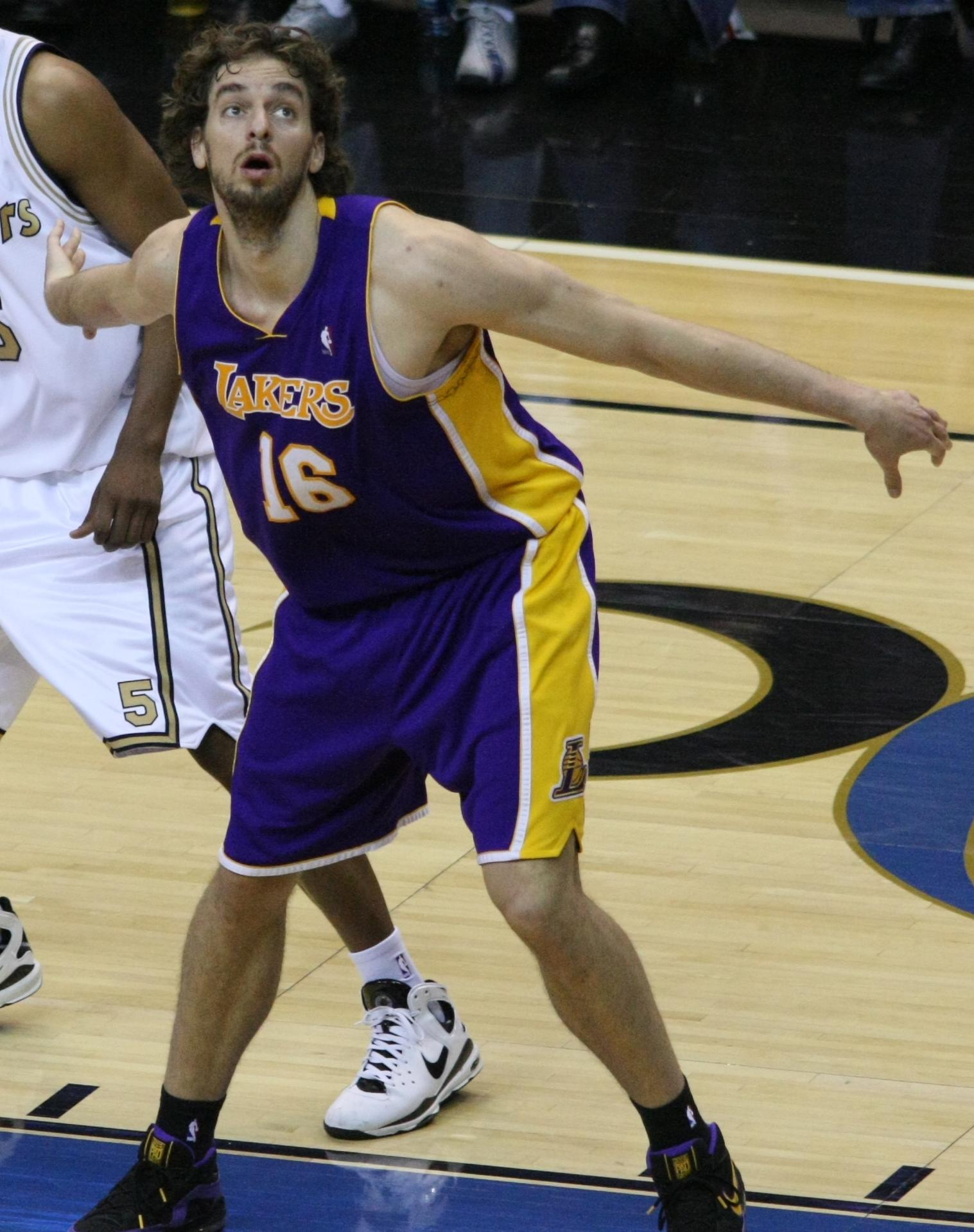
Pau Gasol a la seva època a Los Angeles Lakers.

Finalment, l'1 de febrer de 2008 és traspassat a Los Angeles Lakers a canvi de Kwame Brown (número 1 del draft de 2001), el rookie Javaris Crittenton, Aaron McKie, i, a més, els drets sobre el seu germà Marc Gasol i dues primeres rondes del draft de 2008 i 2010. D'aquesta manera s'acomplien les seues aspiracions de deixar Memphis i iniciar una nova etapa al costat de Kobe Bryant amb un equip les aspiracions del qual distaven molt de les dels Grizzlies. Pel que fa a Memphis, els punts positius de la sortida de Gasol, foren el fet d'iniciar un nou projecte jove a partir de nous jugadors com Rudy Gay i Mike Conley, tot aprofitant les futures eleccions del draft així com l'espai salarial que deixà Gasol per intentar adquirir agents lliures. La veritat és que després de 7 temporades a la ciutat que va veure néixer Elvis Presley, molts seguidors estaven descontents amb Gasol i volien iniciar un nou projecte amb un altre jugador, encara que en el moment del traspàs els altres equips van creure que els Grizzlies van rebre massa poc per la vàlua de Gasol.
Va realitzar el seu debut amb Los Angeles Lakers el 5 de febrer en l'Izod Center contra New Jersey Nets, on va culminar una magnífica actuació amb 24 punts, 12 rebots i 4 assistències. Després del partit, el seu nou company Kobe Bryant va declarar que "Pau Gasol és increíble". L'arribada del de Sant Boi va suposar una injecció d'entusiasme per l'equip angelí. Tot i estar ja realitzant una bona temporada la lesió al genoll d'Andrew Bynum, estava posant en dubte la gran trajectòria de l'equip. Així, Gasol contribuí a fer que després de la seva arribada sumessin 11 victòries en els seus primers 12 partits. Aquest excel·lent nivell de joc propicià que l'equip aconseguís obtenir el primer lloc de conferència temporalment, però una inoportuna lesió al turmell en el pitjor moment de la temporada, faria que durant el 15 dies restés fora de les pistes, i així perdessin la posició que havien ocupat fins a assolir el tercer lloc. Quan retornà a les pistes, l'equip es tornà a concentrar en el seu objectiu i amb una victòria a l'Staples davant els New Orleans Hornets, aconseguiren definitivament la primera plaça somiada. Així l'esforç de Kobe Bryant, que havia preferit aparcar una operació al dit per no deixar l'equip a l'estacada, com la resta del seu equip donà el fruit perseguit, i aconseguien així l'aventage de camp en totes les eliminatòries pel títol de conferència. La tasca de Gasol havia estat imprescindible per ajudar a Kobe, així com la d'altres jugadors com Lamar Odom que havien millorat molts des de l'arribada del català.
Així l'equip de Phil Jackson s'enfrontà davant dels Denver Nuggets en el primer duel dels play-off, aconseguint passar fàcilment l'eliminatòria per 4 victòries i 0 derrotes. El català ja va demostrar en el primer partit amb 36 punts 16 rebots i 8 assistències que volia oblidar les seves últimes participacions en els play-off, on fins llavors no havia aconseguit cap victòria. L'equip de Colorado tot i comptar amb dos grans estilets ofensius com Allen Iverson i Carmelo Anthony, va deixar a la llum gran part de les deficiències que patia; com ara la fluixa defensa i el poc joc en equip, i no va tenir res a fer davant del domini californià.
El rival de segona ronda foren els Utah Jazz, els campions de la divisió Nord-oest. L'equip de Salt Lake City, entrenat per Jerry Sloan, estava basat en una forta defensa i en un pavelló pràcticament inexpugnable, on tan sols havien perdut 4 partits en tota la temporada. D'aquesta manera els Lakers s'imposaren de forma solvent en els dos primers partits a l'Staples. Tanmateix quan l'eliminatòria arribà a Utah la cosa canvià, i el principal duel que es produïa a l'interior de la zona entre Pau Gasol i Carlos Boozer favorable fins aquell moment pel català, canvià de signe en favor de l'americà. A més a més va aparèixer amb més força que mai la figura de Deron Williams, el millor jugador de l'equip mormó, el qual va permetre igualar l'eliminatòria. Finalment, però, l'equip angelí aconseguí superar la pressió ambiental i aconseguir la victòria en el sisè partit a Utah, classificant-se així, per les finals de conferència.
Allí s'enfrontaren davant dels vigents campions els San Antonio Spurs. Així a Pau Gasol se li presentà un dels duels més importants de la seva carrera, enfrontant-se cara a cara amb el millor aler pivot de la història, Tim Duncan. En ell, el català acabà amb 13,2 punts i 9,6 rebots per 22,5 punts i 17,4 rebots de Duncan. Aquests números, emperò, no serviren per sobrepassar als Lakers, ja que van demostrar que comptava amb una major rotació d'homes (els Spurs no tenien a Manu Ginobili en totes les seves facultats) i sobretot tenien Kobe Bryant, un dels pocs jugadors que per ell mateix podien decidir un partit. Així ho va demostrar en el primer, on l'equip angelí va remuntar amb 15 minuts un desavantatge de 20 punts, amb 25 punts de l'escorta. El segon i el tercer partit van ser de domini total californià i texà respectivament. Mentre que el partit clau de l'eliminatòria fou el quart, que s'endugueren els Lakers en pista contrària, i que els situà en disposició de classificar-se per la final en cas de victòria al pròxim partit a l'Staples, com després succeiria. Aconseguint així el títol de campions de conferència i el pas a la final de la lliga.
El 14 de juny de 2009 es convertí en el primer jugador català en guanyar l'anell de campió de l'NBA després de vèncer els Orlando Magic a la final per 4-1.

##### Temporada 2009-10
El 24 de desembre de 2009 Gasol signa una extensió de contracte de 3 anys amb els Lakers per 64,7 milions de dòlars.
Gasol disputa el seu tercer All-Star com a reserva de la conferència Oest i finalitza la temporada regular amb mitjanes de 18,3 punts, 11,3 rebots, 3,4 assistències i 1,7 taps en 65 partits, després de dues lesions musculars a la primera part de la temporada. En el sisè partit de la primera ronda, Gasol va aconseguir 18 rebots i la cistella definitiva en l'últim segon per eliminar els Oklahoma City Thunder. En les semifinals de conferència contra els Utah Jazz, va fer de mitjana 23,5 punts i 14,5 rebots. En el setè partit de les finals de l'NBA, Gasol va anotar 19 punts, va capturar 18 rebots i va posar dos taps, proclamant-se així per segona vegada i de manera consecutiva, campió de l'NBA amb els Los Angeles Lakers.

##### Temporada 2010-11

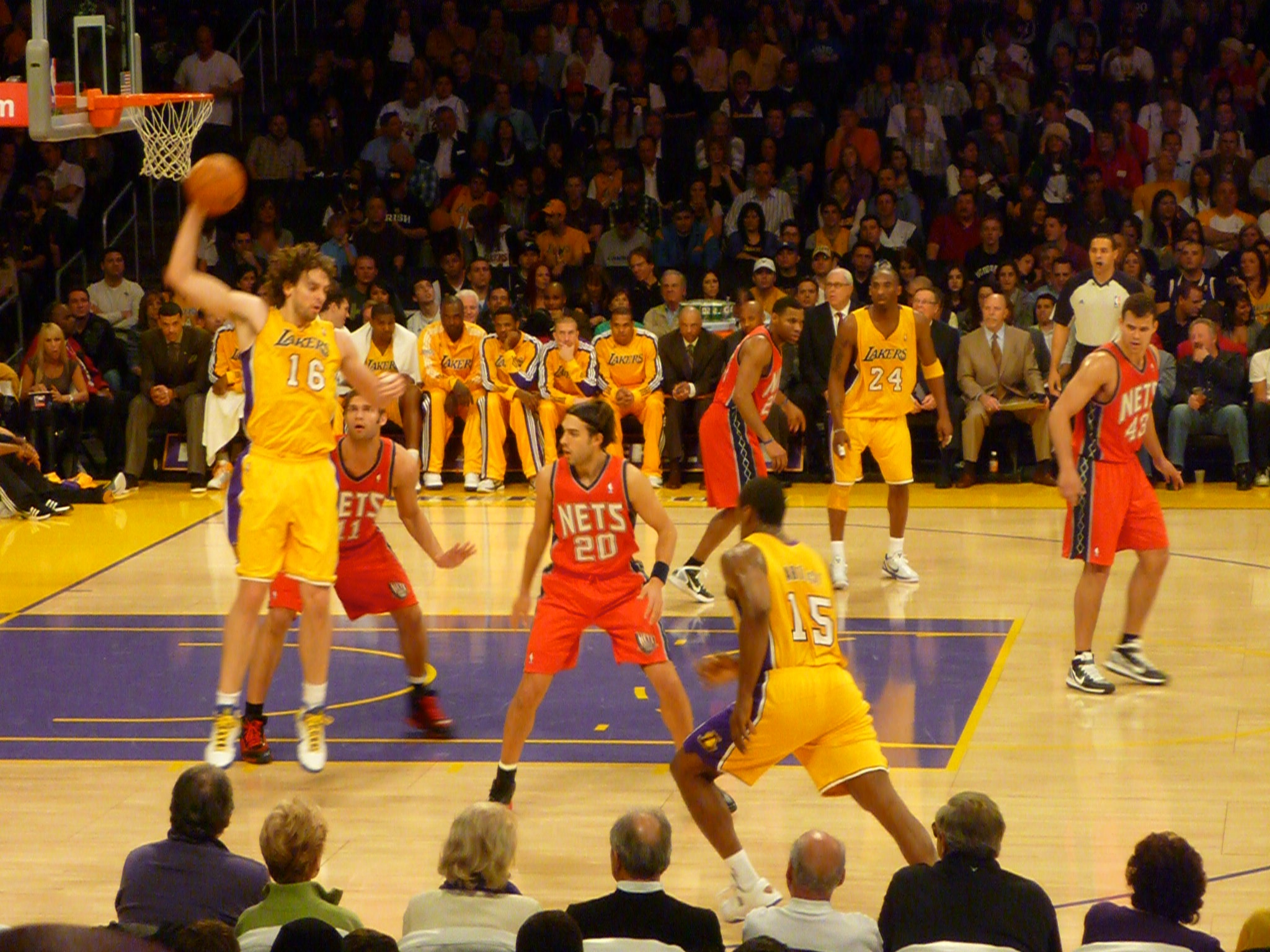
En un partit contra els New Jersey Nets el gener de 2011.

Aquesta temporada, Gasol va fer unes molt bons mitjanes en temporada regular, marcant 18,8 punts, capturant 10,2 rebots i repartint 3,3 assistències disputant els 82 partits. Després d'un inici de temporada a un nivell magistral en què es pot considerar que va prendre les regnes de l'equip i fins i tot es va perfilar com a ferm candidat a MVP, Pau va baixar els seus números a meitat de temporada, relegat pel paper principal de l'equip de Kobe Bryant. Al febrer de 2011 va disputar el seu quart All-Star, en el qual va signar la seva millor actuació amb 17 punts i 7 rebots, jugant els minuts decisius del partit, que va finalitzar amb la victòria final de la seva conferència. El final de la temporada regular va finalitzar amb els Los Angeles Lakers acreditant la 2a millor marca de la conferència oest (57-25) i un altre any més es disposaven a lluitar pel títol. En primera ronda es van enfrontar als New Orleans Hornets, rival que van eliminar després de 6 partits (4-2). Ja en semifinals de conferència, es van enfrontar als Dallas Mavericks, futurs campions de l'NBA. En aquesta sèrie, els Lakers van ser àmpliament superats pels Mavericks, caient eliminats per un resultat de 4-0. El nivell de l'equip va ser molt inferior a l'esperat i Pau, una peça clau de la franquícia, va ser durament criticat tant per la seva actuació en el duel particular que va lliurar amb l'estrella dels Mavericks, Dirk Nowitzki, com per la seva participació general en l'esdevenir de l'equip.

##### Temporada 2011-12
En aquesta temporada Gasol va destacar pel seu lideratge de l'equip durant la lesió de Kobe Bryant en els primers mesos de la temporada, si bé va ser el blanc de les crítiques de part del públic per una baixada de les seves estadístiques durant els play-off, en què van ser eliminats pels Oklahoma City Thunder.
El 18 de maig de 2012, abans del tercer partit contra Oklahoma a la semifinal de la conferència Oest, va ser guardonat amb el premi J. Walter Kennedy al "Millor Ciutadà de l'NBA", per la seva col·laboració en diverses obres socials i benèfiques.
El juliol de 2012, després de la lesió i la retirada de Rafael Nadal dels Jocs Olímpics de Londres, és designat pel Comitè Olímpic Espanyol com a abanderat d'Espanya en aquests mateixos jocs, on finalment es penjarà la seva segona medalla de plata.

##### Temporada 2012-13

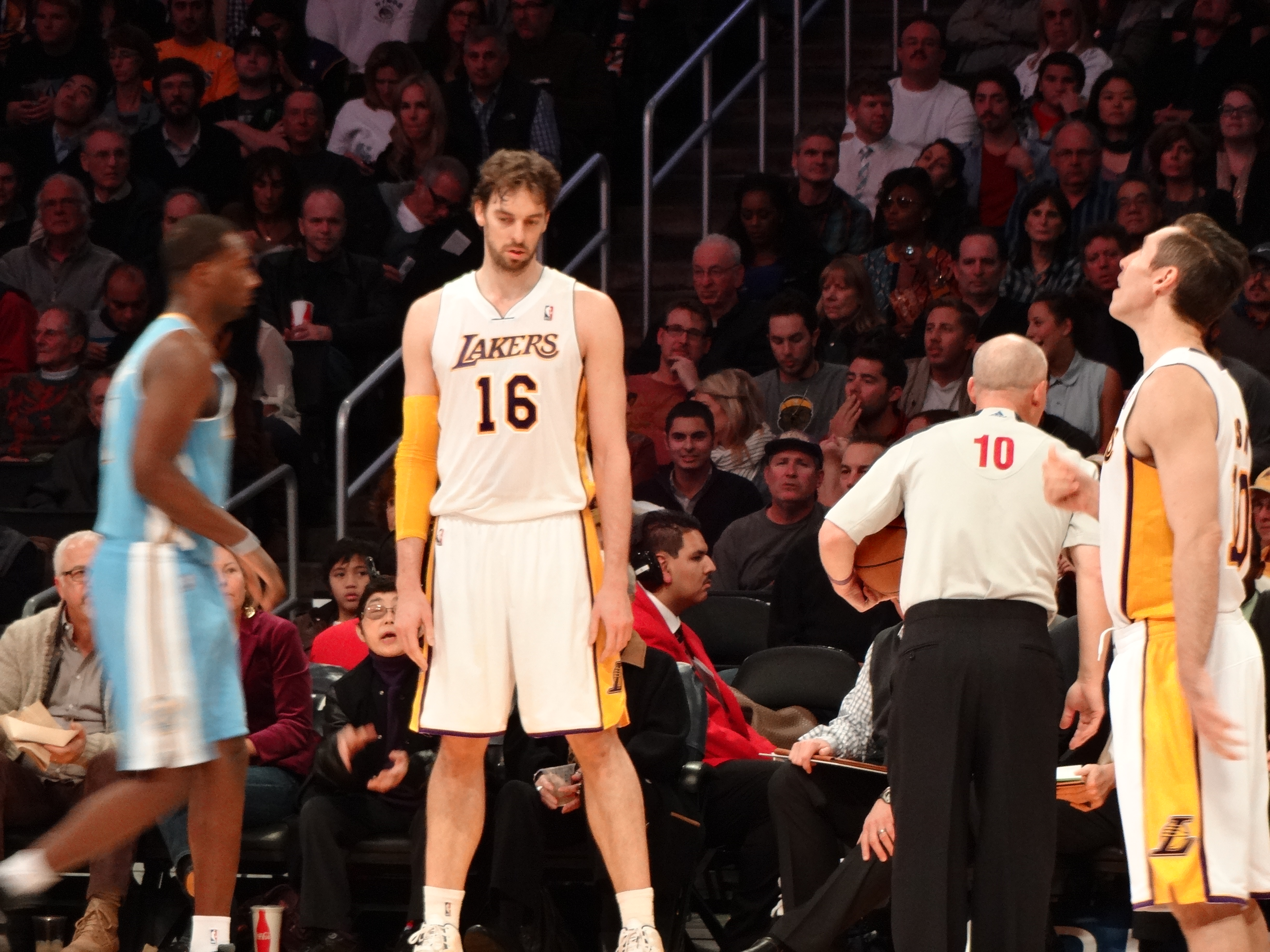
Gasol en un partit de la temporada 2012-13 contra els Nuggets.

Amb els fitxatges del base Steve Nash i el pivot Dwight Howard, els Lakers afrontaven amb gran il·lusió la temporada 2012-13. No obstant això, va començar marcada per una mala ratxa de derrotes, sense aconseguir guanyar cap partit de pretemporada i amb un balanç negatiu d'1 victòria per cinc derrotes en lliga, cosa que portarà a la destitució de Mike Brown i al fitxatge de Mike D'Antoni. El 18 de novembre de 2012 Gasol es converteix en el desè jugador nascut fora dels Estats Units que aconsegueix superar els 15.000 punts a l'NBA.
Gasol, compartint joc interior amb Howard, es veu obligat a jugar més allunyat de l'anella. Les lesions de Kobe Bryant van obligar a prendre un paper protagonista, aconseguint triples dobles (al menys 10 punts, 10 rebots i 10 assistències) en dos partits a l'abril. Després d'una mediocre temporada regular, els Lakers només es classifiquen per als playoffs com a setens de l'Oest, i són eliminats en primera ronda pels San Antonio Spurs en quatre partits.

##### Temporada 2013-14
La temporada començava amb la sortida de Howard i una plantilla més jove amb un lloc per a Pau. Però tant els continus canvis en el quintet titular de D'Antoni i l'absència de Kobe els primers 19 partits, forjaren un inici de temporada desolador per als Lakers. Pau va liderar l'equip en algunes victòries, però no va ser suficient per evitar un mal inici de temporada, ja que amb la nova lesió de Nash, només comptaven com a bases amb Nick Young i Jodie Meeks.
Si a això se li afegeix la nova recaiguda de Kobe, el nou intent per part de la franquícia de traspassar Pau, així com la recaiguda en la seva lesió de vertigens, i la mala gestió de l'entrenador, van portar la franquícia angelina a quedar-se fora de PlayOffs per setena vegada en la història i la primera des de 2005 amb la sortida de Shaq. Tot això es va materialitzar en què els Lakers van batre el seu rècord de derrotes en una temporada. Pau va acabar la temporada disputant únicament 60 partits, en què va fer de mitjana 17,4 punts, 9,7 rebots i 3,4 assistències.
En l'últim partit jugat al Staples Center, el vídeo marcador va homenatjar a Pau amb un vídeo mostrant les seves estadístiques i millors jugades, i tot el pavelló li va retre un calorós aplaudiment.

#### Chicago Bulls (2014-2016)

##### Temporada 2014-15

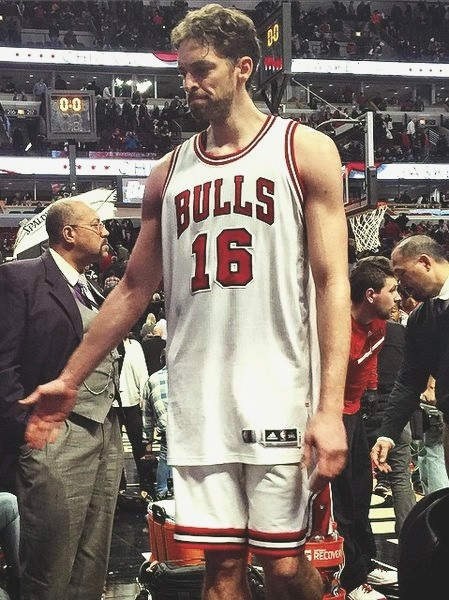
Gasol el 2015 amb els Chicago Bulls.

El 13 de juliol de 2014, convertit en agent lliure, acorda un contracte amb els Chicago Bulls per 3 temporades i 22 milions de dòlars, el tercer any és opcional pel jugador.
Pau Gasol es va convertir el 15 de novembre de 2014 en el sisè jugador de la història de l'NBA a aconseguir 16.500 punts, 8.500 rebots, 3.000 assistències i 1.500 taps.
Al febrer de 2015 Pau Gasol va disputar el seu 5è All-Star (el primer en la Conferència Est), però va ser la primera ocasió en què ho va fer partint des del quintet titular, igualment com el seu germà Marc Gasol. Tots dos van disputar el salt inicial del partit, essent la primera parella de germans a ser titulars en el partit de les estrelles, i els primers europeus en ser elegits per votació popular per al quintet inicial.
El 5 de març de 2015, el de Sant Boi es converteix en el màxim anotador hispà de la història de l'NBA, superant els 17.623 punts del jugador d'origen panameny Rolando Blackman.
En l'acabar la temporada regular 2014-15 és inclòs, per segona vegada en la seva carrera, en el 2n quintet ideal de la competició. A més, Gasol va finalitzar sent el jugador amb més dobles dobles de la temporada regular (52), per davant de jugadors com DeMarcus Cousins, Andre Drummond o Anthony Davis i convertint-se en el jugador més veterà a liderar aquesta classificació.
Després de finalitzar la temporada regular amb un balanç de 50 victòries i 32 derrotes, els Chicago Bulls van superar en primera ronda els Milwaukee Bucks després de sis partits, per posteriorment caure en les semifinals de conferència davant els Cleveland Cavaliers també en sis xocs. En aquesta eliminatòria, Gasol va patir un problema muscular que li va fer perdre's dos partits i jugar molt limitat físicament l'últim, cosa que va suposar una baixa molt important per al seu equip.

##### Temporada 2015-16
La següent temporada va arrencar amb canvi a la banqueta dels Chicago Bulls, sent substituït Tom Thibodeau pel prestigiós tècnic universitari Fred Hoiberg, el qual va implantar un nou sistema de joc més ràpid i amb predominança del tir exterior, poc propici per a les característiques de Gasol. A més la seva política de rotacions, intentant regular els esforços, va provocar una reducció dels seus minuts en pista i, per tant, una caiguda de les seves estadístiques. No obstant això, a poc a poc va anar encadenant bones actuacions individuals, incloent dos triples-dobles gairebé consecutius, que van permetre que els seus números en finalitzar la temporada regular fossin bastant similars a les mitjanes de la seva carrera. Tot això a despit d'una inoportuna lesió al genoll dret que li va fer estar absent durant diversos partits, i jugar minvat quan va reaparèixer, durant les últimes setmanes de competició.
El 27 d'octubre de 2015, durant el partit inaugural contra els Cleveland Cavaliers, va col·locar 6 taps i es va convertir en el màxim taponador europeu de la història de la'NBA superant els 1.631 taps de Vlade Divac. Al novembre va ser condecorat amb el premi "2015 NBPA Global Impact Player", que el reconeixia com el jugador amb major impacte global de l'NBA gràcies a la combinació de les seves bones actuacions esportives i les seves contribucions socials i benèfiques. El 5 de desembre es va convertir en el 116è jugador de la història de l'NBA a aconseguir els 1000 partits disputats en temporada regular, en un partit jugat al United Center de Chicago i saldat amb derrota contra els Charlotte Hornets, i en el qual Gasol va sumar un doble-doble de 13 punts i 11 rebots, més 4 assistències i 4 taps. En els últims compassos de la competició va aconseguir, molt concentrades en el temps, noves i importants marques i xifres individuals de carrera, com entrar al TOP-50 històric en marcació i en minuts jugats, superar els 10.000 rebots, o arribar als 500 dobles-dobles.
Després de no aconseguir repetir titularitat a l'All-Star 2016 per tan sols 360 vots, tampoc va ser inclòs com a suplent per part dels entrenadors. No obstant això, la lesió del seu company Jimmy Butler va fer que el comissionat de l'NBA Adam Silver el seleccionés per ocupar aquesta plaça, disputant d'aquesta manera el seu 6è All-Star, que va ser el primer que es va localitzar fora de les fronteres dels Estats Units, ja que es va celebrar a la ciutat canadenca de Toronto. Va sumar 9 punts i 7 rebots, protagonitzant algunes accions cara a cara contra Kobe Bryant, amb el qual l'uneix una gran amistat i que disputava el seu últim All-Star.
A nivell col·lectiu, els Chicago Bulls van realitzar un començament de temporada irregular, encara que sempre amb balanç positiu i en la part alta de la Conferència Est. No obstant això, a partir del mes de gener van caure dràsticament les seves prestacions a causa de les lesions, la manca d'un sistema de joc clar i les males relacions dins el vestidor, aconseguint finalment un pobre balanç de 42 victòries per 40 derrotes, insuficient per assolir els play-offs, cosa que va suposar un dur i inesperat revés per a una franquícia considerada com a aspirant a l'anell al començament de curs.

#### San Antonio Spurs (2016-2019)

##### Temporada 2016-17
A l'acabar la temporada anterior, Gasol anuncia que renuncia a l'any de contracte que li restava amb els Chicago Bulls per sortir a mercat com a agent lliure sense restriccions, a la recerca d'un contracte amb millors condicions econòmiques i de major durada. Finalment, al començament de
juliol de 2016 va anunciar que firmaria un contracte amb els San Antonio Spurs, per a les dues pròximes temporades a canvi d'uns 30 milions de dòlars.
Va debutar oficialment amb l'equip texà el 25 d'octubre de 2016 amb una victòria a la pista dels Golden State Warriors en la qual va anotar 2 punts i va capturar 4 rebots. Després d'una primera part de temporada marcada per un descens de les seves dades estadístiques a causa de la reducció dels seus minuts en pista i a no ser una de les primeres opcions en atac, una lesió en un dit de la mà esquerra durant l'escalfament previ a un partit al mes de gener el va obligar a passar pel quiròfan i estar-se més d'un mes de baixa. Un cop va tornar a les pistes ho va fer partint des de la banqueta, situació que es va mantenir la resta de la temporada, encara que curiosament el seu rendiment va millorar lleument en tenir un major protagonisme com un dels líders de la segona unitat.
Durant la celebració de l'All-Star 2017, a New Orleans, es va convertir en el primer no nord-americà a ser triat membre de Comitè Executiu del Sindicat de Jugadors de l'NBA.
En l'últim partit de la Temporada 2016-17 va aconseguir superar els 20.000 punts en el total de la seva carrera, cosa que fins a la data només havien aconseguit 42 jugadors, sent el segon europeu que ho aconseguia després Dirk Nowitzki. A més, es va convertir en el líder històric de la lliga en encert des de la línia de 3 punts en una temporada, després de convertir 56 de 104 llançaments, un 53,8%, encara que no va aconseguir els llançaments necessaris per comptabilitzar oficialment.
Els San Antonio Spurs van realitzar un any més una gran campanya, aconseguint el segon millor balanç de tota la competició gràcies a les 61 victòries obtingudes enfront de tan sols 21 derrotes. En primera ronda de playoffs van superar, amb bastants problemes, als Memphis Grizzlies en 6 partits, cosa que va suposar el primer cara a cara entre els germans Gasol a postemporada. En segona ronda es van trobar els Houston Rockets, als quals van vèncer també en 6 partits. A la final de conferència Oest, llastats per les baixes de Kawhi Leonard i Tony Parker, amb prou feines van poder oferir resistència davant d'uns Golden State Warriors que els van escombrar per 4-0. El rendiment de Gasol durant aquests playoffs va ser pobre, tot i que va recuperar la titularitat durant alguns partits.

##### Temporada 2017-18
Després d'exercir l'opció de renunciar al seu segon any de contracte amb els texans i sortir al mercat d'agents lliures sense cap restricció, acaba signant de nou amb els San Antonio Spurs un acord més extens, de tres temporades a canvi de 48 milions de dòlars.
El seu rendiment, d'acord a la seva edat i el seu físic, segueix baixant progressivament, tot i que encara és capaç de destacar en algunes trobades al llarg de la lliga regular.
La franquícia texana, assolada per l'absència de Kawhi Leonard durant tot el curs i amb una plantilla veterana, aconsegueix amb molt de patiment aconseguir els playoffs, on cauen en primera ronda (4-1) gairebé sense presentar batalla contra els Golden State Warriors, fet i fet campions de l'NBA.
El 7 de setembre de 2017 es va convertir en el màxim golejador de la història de l'Eurobasket, després d'aconseguir un triple en el segon quart del seu partit de l'Eurobasket 2017 davant Hongria, superant el rècord anterior de 1.104 punts que fins a aquest moment tenia el francès Tony Parker.

##### Temporada 2018-19
El 17 d'octubre de 2018, en el partit inaugural de la temporada per als San Antonio Spurs, Pau Gasol va començar oficialment la seva temporada número 18 en l'NBA. A principis de novembre es va comunicar que Gasol patia una fractura per estrès al peu esquerre, encara que finalment es va quedar en un edema ossi que el va deixar fora de la competició aproximadament dos mesos. Va reaparèixer al 31 de desembre davant dels Boston Celtics jugant durant 5 minuts i capturant 5 rebots.
L'1 de març de 2019 va arribar a un acord amb els Spurs per rescindir el seu contracte. Dos dies més tard va arribar a un acord per jugar amb els Milwaukee Bucks, on per primera vegada en la seva carrera a l'NBA no portarà el número 16, ja que es troba retirat per l'equip de Wisconsin. En lloc seu portarà el 17.

#### Milwaukee Bucks (2019)

##### Temporada 2018-19
El 4 de març de 2019 els Milwaukee Bucks anuncien la contractació de Pau Gasol, com "el 6 vegades All-Star" i que jugarà amb el número 17 a la samarreta. Tot just va poder disputar 3 partits amb els Bucks abans de lesionar-se. Així, el 10 de maig de 2019, decideix passar pel quiròfan a causa d'una fractura al peu, fet que li deixaria fora dels Playoffs de 2019.

#### Portland Trail Blazers (2019)

##### Temporada 2019-20
El 24 de juliol de 2019, firma per una temporada amb els Portland Trail Blazers. Però el 20 de novembre és tallat, de manera que no arriba disputar cap partit amb els Blazers. Des de llavors, va treballar en les instal·lacions dels Blazers per recuperar-se de la fractura per estrès en l'os navicular del peu esquerre, però no disputaria cap partit de la temporada 2019-20, sent aquesta la seva primera temporada "en blanc" des que va debutar com a professional.

### Retorn a Catalunya

#### FC Barcelona (2021)

##### Temporada 2020-21
Després de més d'un any apartat de les pistes, el 23 de febrer de 2021 va signar contracte fins a final de temporada amb el FC Barcelona de la Lliga Endesa, equip on es va formar, amb la intenció de posar-se en forma de cara a la seva possible participació en els Jocs Olímpics de Tòquio 2020. Després de diverses setmanes d'entrenament amb el cos tècnic, el 25 de març, es va fer una presentació pública de la seva incorporació a l'equip, i s'hi va anunciar que debutaria quant estigués disponible. En aquesta temporada va arribar amb el Barça a la final de l'Eurolliga (derrota contra l'Efes Pilsen), i va guanyar contra el Reial Madrid la Copa del Rei i la seva segona Lliga ACB amb els blaugrana.

### Selecció espanyola
El juliol de 2014 va ser inclòs pel seleccionador Juan Antonio Orenga a la llista dels dotze jugadors que disputarien amb la selecció espanyola de bàsquet el Campionat del món de 2014. Després de la seva participació als Jocs Olímpics d'Estiu de 2020 es va retirar de la selecció espanyola.

## Palmarès

### A nivell de clubs

#### ACB

##### FC Barcelona
- 3 Lligues ACB: (1998-99, 2000-01 i 2020-21) (Premi a l'MVP de la final de l'ACB 2000-01)
- 2 Copes del Rei: (2000-01 i 2020-21)
- 1 Campionat d'Espanya Júnior: (1997-98)

#### NBA

##### Los Angeles Lakers
- 2 Campionats de l'NBA: 2009 i 2010
- 3 Títols de la Conferència Oest (2008, 2009 i 2010)
- 3 Títols de la Divisió Pacific de l'NBA (2008, 2009 i 2010)
- 1 All-Stars amb la conferència oest (2006)

##### Memphis Grizzlies
- Rookie de l'any (2001-02)

### A nivell de seleccions

#### Selecció espanyola
- Medalla d'or al campionat d'Europa de Polonia 2009
- Medalla de plata als Jocs Olímpics de Pekín 2008
- Medalla d'or al Campionat del Món del Japó 2006
- Medalla de plata al campionat d'Europa d'Espanya 2007
- Medalla de plata al campionat d'Europa de Suècia 2003
- Medalla de bronze al campionat d'Europa de Turquia 2001
- Medalla d'or al campionat del Món júnior de Lisboa 1999
- Medalla d'or al campionat d'Europa júnior de Berna 1998
- Medalla de bronze al campionat d'Europa juvenil Ohrid 2000
- Medalla d'or al torneig júnior de Mannheim 1998

### A nivell individual
- Medalla d'or al mèrit esportiu de Barcelona

## Estadístiques a l'NBA
| Fase Regular | EQUIP              | PJ  | MPP  | PRPP | TPP | RPP  | APP | PPP  |
| ------------ | ------------------ | --- | ---- | ---- | --- | ---- | --- | ---- |
| 2001-02      | Memphis Grizzlies  | 82  | 36.7 | 0.5  | 2.1 | 8.9  | 2.7 | 17.6 |
| 2002-03      | Memphis Grizzlies  | 82  | 36.0 | 0.4  | 1.8 | 8.8  | 2.8 | 19.0 |
| 2003-04      | Memphis Grizzlies  | 78  | 31.5 | 0.6  | 1.7 | 7.7  | 2.5 | 17.7 |
| 2004-05      | Memphis Grizzlies  | 56  | 32.0 | 0.7  | 1.7 | 7.0  | 2.4 | 17.8 |
| 2005-06      | Memphis Grizzlies  | 80  | 39.2 | 0.6  | 1.9 | 8.9  | 4.6 | 20.4 |
| 2006-07      | Memphis Grizzlies  | 59  | 36.2 | 0.5  | 2.1 | 9.8  | 3.4 | 20.8 |
| 2007-08      | Memphis Grizzlies  | 39  | 36.7 | 0.4  | 1.4 | 8.8  | 3.0 | 18.9 |
| 2007-08      | Los Angeles Lakers | 27  | 34.0 | 0.5  | 1.6 | 7.8  | 3.5 | 18.8 |
| 2008-09      | Los Angeles Lakers | 81  | 37.0 | 0.6  | 1.0 | 9.6  | 3.5 | 18.9 |
| 2009-10      | Los Angeles Lakers | 65  | 37.0 | 0.5  | 1.7 | 11.3 | 3.4 | 18.3 |
| Carrera      |                    | 584 | 35.7 | 0.5  | 1.7 | 8.7  | 3.2 | 18.8 |

| Play-offs | EQUIP              | PJ | MPP  | PRPP | TPP | RPP  | APP | PPP  |
| --------- | ------------------ | -- | ---- | ---- | --- | ---- | --- | ---- |
| 2003-04   | Memphis Grizzlies  | 4  | 33.5 | 1.0  | 1.5 | 5.0  | 2.5 | 18.5 |
| 2004-05   | Memphis Grizzlies  | 4  | 33.3 | 0.5  | 1.8 | 7.5  | 2.5 | 21.3 |
| 2005-06   | Memphis Grizzlies  | 4  | 39.5 | 0.5  | 1.2 | 6.8  | 3.0 | 20.3 |
| 2007-08   | Los Angeles Lakers | 21 | 39.8 | 0.5  | 1.9 | 9.3  | 4.0 | 16.9 |
| 2008-09   | Los Angeles Lakers | 22 | 40.4 | 0.9  | 1.9 | 10.6 | 2.5 | 18.5 |
| 2009-10   | Los Angeles Lakers | 23 | 39.7 | 0.4  | 2.1 | 11.1 | 3.5 | 19.6 |
| Carrera   |                    | 55 | 39.1 | 0.7  | 2.0 | 9.2  | 3.1 | 18.2 |